# المرأة في الحرب العراقية الإيرانية
كانت النساء في الحرب العراقية الإيرانية نشطات في العديد من الأدوار.

## المرأة في الجيش
على الرغم من الفصل الصارم بين الجنسين الذي تم فرضه في إيران بعد الثورة الإيرانية، خدم عدد من النساء الإيرانيات في الجيش وفي القوات شبه العسكرية أثناء الحرب. خدم حوالي 25000 إيراني كأطباء وممرضين، وقاتل ما لا يقل عن 500 منهم كمقاتلين، وأسر العراق ما لا يقل عن 170 منهم.وكانت المرأة الإيرانية نشطة أيضًا في إدارة إمدادات الغذاء للجنود، وفي نقل الإمدادات الحربية، وفي الجهود الاستخباراتية كذلك.
قُتل ما لا يقل عن 6400 امرأة إيرانية أثناء الحرب، وجُرِحت 5700 امرأة، وأُصيبت 3000 امرأة بالإعاقة.
استغلت الحكومة الإيرانية النساء في الدعاية الحربية، وصورتهن كأمهات وزوجات للجنود ويهتفن دوما كي يستشهد هؤلاء الجنودفي المعارك. كما تم تجنيد النساء للمشاركة في حملات كتابة الرسائل، سواء لتشجيع الجنود الذين يقاتلون على الجبهة أو لتشجيع الرجال على التجنيد.
ومع ذلك، قامت الحكومة الإيرانية بتغطية مشاركة المرأة في الحرب. وأشارت الصحافية مريم كاظم زاده إلى أن الحكومة الإيرانية قامت بإزالة عدد من النصب التذكارية المؤقتة التي أقيمت أثناء الحرب للنساء اللاتي قُتلن.
في عام 2019، أعلنت مؤسسة الحفاظ على ونشر أعمال وقيم الدفاع المقدس أنها "مستعدة لمتابعة تسمية المواقع على اسم الشهيدات لأننا نعتقد أن دور المرأة في الدفاع المقدس تم تجاهله".
وخدم عدد من النساء العراقيات في الجيش أثناء الحرب، وخاصة في القوات الجوية العراقية وفرق الدفاع الجوي.
في السنوات الأخيرة من الحرب حيث أصبحت القوى العاملة العراقية محدودة بشكل متزايد.

## النساء المدنيات
خلال ذروة الحرب العراقية الإيرانية، شكلت النساء جزءًا كبيرًا من القوى العاملة المحلية في إيران، حيث حلوا محل الرجال الذين كانوا يقاتلون أو أصيبوا أو ماتوا.
وبحسب إلهة كولايي من جامعة طهران، فإن
"تجربة المرأة الإيرانية خلال الحرب المفروضة عليها لمدة ثماني سنوات تظهر تشابهاً كبيراً مع تجربة المرأة خلال الحرب العالمية الثانية".
أصبحت مريم كاظم زاده أول مصورة صحفية حربية في إيرانأثناء سنوات الحرب. كانت من بين النساء اللاتي ظهرن في حملة لوحات إعلانية أطلقتها الحكومة البلدية الإصلاحية المنتخبة حديثًا في طهران. في عام 2018، كما لعبت النساء أيضًا دورًا مهمًا في الضغط من أجل خطط معاشات المحاربين القدامى بعد الحرب.
وفي العراق، كان للحرب أيضًا تأثير كبير على المدنيين من النساء. وفقًا لناجي صادق العلي، مؤلف كتاب "نساء عراقيات: قصص لم تُروَ من عام 1948 حتى الوقت الحاضر ":
"حملت النساء عبئًا مزدوجًا متضاربًا، حيث كنّ المحرك الرئيسي للبيروقراطية الحكومية والقطاع العام، والمعيلات الرئيسيات ورؤساء الأسر، ولكن أيضًا أمهات "جنود المستقبل". أثناء الحرب، عرضت الحكومة العراقية على أطفال وزوجات الجنود المتوفين قطعة أرض صغيرة أو مبلغًا من المال لبناء منزل، إلا أن التعويض كان أقل بكثير مما كانت تلك الأسر مستحقة له رسميًا. خلال السنوات الأخيرة من الحرب، أطلقت الحكومة العراقية خططًا لتشجيع النساء على ترك وظائفهن وتربية الأطفال استجابةً لعدد القتلى. بعد نهاية الحرب، انخفض معدل توظيف النساء حيث تم دفعهن إلى ترك أماكن العمل لإفساح المجال للجنود العائدين.

## الحرب وتعليم النساء
بلغ إجمالي معدل الحضور المدرسي خلال حرب العراق 68% بين الفتيات الصغيرات مقارنة بـ 82% بين الأولاد الصغار، في حين بلغ معدل الحضور المدرسي بين الفتيات في المناطق الريفية 25% فقط. وبما أن المواد الضرورية مثل الغذاء والماء أصبحت أكثر ندرة وغلاءً، فقد أُجبرت النساء على العمل في الزراعة بدلاً من متابعة التعليم، وأصبح العنف ضد المرأة، مثل الاغتصاب، أكثر شيوعًا خلال فترة الحرب وكان سببًا آخر لعدم متابعة النساء للتعليم.
تعطل تقدم تعليم المرأة في العراق بشكل كبير أثناء الحرب، واستمر معدل الإلمام بالقراءة والكتابة بين النساء بشكل عام في الانخفاض بعد ذلك بوقت طويل، وكان الانخفاض أكثر وضوحًا في المحافظات الريفية الجنوبية حيث كان الحصول على التعليم صعبًا بالفعل في البداية.
وكان للحرب تأثيرها أيضًا على النساء في كردستان، ففي أغسطس 1979، شن الجيش الإيراني هجوماً لتدمير الحركة المستقلة في كردستان. وقامت المنظمات الكردية مثل كومله، التي خاضت حرب عصابات ضد الحكومة الإيرانية أثناء الحرب، بتجنيد مئات النساء في صفوفها العسكرية والسياسية.
ألغت كومله الفصل بين الجنسين في معسكراتها الخاصة، وشاركت النساء في القتال والتدريب العسكري. خلال حملة الأنفال عام 1988، تم احتجاز النساء الكرديات في معسكرات الاعتقال وتم استخدام الاغتصاب كشكل من أشكال العقاب.

## في وسائل الإعلام الشعبية
وبحسب ليتيسيا نانكيت من مدرسة الدراسات الشرقية والإفريقية، فإنه على الرغم من حقيقة أن "النساء كن الكاتبات الأساسيات في الأدب الإيراني منذ حوالي تسعينيات القرن العشرين وحتى يومنا هذا"، إلا أنهن غائبات إلى حد كبير عن الأدب الإيراني عن الحرب، والذي "يكتبه الرجال عادة ويحتوي على خطابات قومية، إلى جانب خطاب الاستشهاد كوسيلة للدفاع عن نسخة الإسلام التي يروج لها النظام باعتبارها الحقيقة الوحيدة".
فاز كتاب "حرب امرأة واحدة: دا (الأم)" لزهراء حسيني والذي يروي تجاربها أثناء الحرب بجائزة جلال آل أحمد الأدبية لعام 2009. كتب ماتيو فرزانة من جامعة شمال شرق إلينوي عن دور المرأة في الحرب في كتابه "المرأة الإيرانية والجنس في الحرب الإيرانية العراقية" . وفي عام 2019، نُشرت أربعة كتب في إيران حول دور المرأة في معركة خرمشهر .
صرحت المخرجة الإيرانية تهمينة ميلاني في وقت سابق أنها حاولت صنع فيلم عن دور المرأة في الحرب لكن الحكومة الإيرانية رفضت السماح لها بذلك.